# Valsjön (Alingsås socken, Västergötland)
Valsjön är en sjö i Alingsås kommun i Västergötland och ingår i Göta älvs huvudavrinningsområde. Sjön är 13,3 meter djup, har en yta på 0,044 kvadratkilometer och befinner sig 152 meter över havet.